# クアラルンプール事件
クアラルンプール事件（クアラルンプールじけん）とは、1975年に日本赤軍が起こしたマレーシアでのアメリカおよびスウェーデン大使館の占拠・人質事件。犯人グループは日本政府に囚人解放を要求し、日本政府の超法規的措置による釈放後に、リビア政府に投降した。一連の日本赤軍事件の1事件。

## 概要

### 事件発生
1975年8月4日、武装した日本赤軍のメンバー5人が、マレーシアの首都のクアラルンプールにある、アメリカとスウェーデン大使館を襲撃・占拠し、館内にいたアメリカの総領事ら52人を人質に取った。

### 釈放要求
その後犯人グループは、人質の解放と引き換えに日本国内での活動家7人（勾留中の西川純、戸平和夫、坂東國男、坂口弘、佐々木規夫と服役中の松田久と保釈中の松浦順一）の釈放や自グループへの参加を日本政府に要求した。
日本政府は要求に応じ、「超法規的措置」として7人に日本赤軍への参加意思を確認。しかし、坂口は「私の闘争の場は法廷で、暴力革命を志す時期ではない」として、保釈中だった松浦は「今は闘争を保留しているので、誰に誘われても行く気はない」と拒否。日本赤軍に参加意思がある5人を釈放・出国させた。獄中犯の釈放については法務大臣（当時稲葉修）が検事総長（当時布施健）に個別事件について指揮できる指揮権を規定した検察庁法第14条但し書きに準ずる形で、超法規的措置による釈放が行われた。
反政府過激派が日本政府に対して勾留メンバーの釈放要求をして、実際に釈放させた初めての事件となった。釈放メンバーは出国し、犯人グループは7日に日本航空のダグラス DC-8型機でリビアに向け出国。8日にリビア政府に投降した。また、この事件は右翼の経団連襲撃事件に影響を与えた。

### その後
釈放メンバー5人のうち、西川と戸平は国際手配されて国外で身柄拘束、日本への送還ののち起訴され、西川は無期懲役、戸平は懲役2年6か月が確定し、それぞれ執行された。また実行犯のうち、日高敏彦は1976年9月に身柄拘束された後で10月に獄中自殺し、和光晴生は起訴されて無期懲役が確定した。
丸岡修や山田義昭も犯人と推認されたが、身柄拘束された後の裁判ではこの事件では起訴されず、丸岡は別件のテロ事件で無期懲役が確定し、山田は比較的微罪の有印公文書偽造罪で懲役1年4か月が確定した。
現在、奥平純三・坂東・松田・佐々木は国際手配されている。
2005年12月に、マレーシア政府が強硬策による事件解決を最後まで模索していたが実施を断念していたことが明らかになった。

## 犯人グループ
- 奥平純三
- 丸岡修（？）
- 和光晴生
- 日高敏彦
- 山田義昭（？）

## 釈放要求された7人の囚人
| 囚人       | 所属                      | 拘留                         | 罪                                                                             | 釈放 要求 | その後                                                                                 |
| ---------- | ------------------------- | ---------------------------- | ------------------------------------------------------------------------------ | --------- | -------------------------------------------------------------------------------------- |
| 西川純     | 日本赤軍                  | 東京拘置所                   | ハーグ事件                                                                     | 同意      | 1997年10月、ボリビアで拘束 1997年11月、日本送致 2011年9月、無期懲役確定                |
| 戸平和夫   | 日本赤軍                  | 東京拘置所                   | 旅券偽造                                                                       | 同意      | 1997年2月、レバノンで拘束 2000年、日本送致 2002年9月、懲役2年6か月確定 2003年5月、出所 |
| 坂東國男   | 連合赤軍 （赤軍派）       | 東京拘置所                   | M作戦 山岳ベース事件 あさま山荘事件                                            | 同意      | 国外逃亡（国際手配）中                                                                 |
| 坂口弘     | 連合赤軍 （京浜安保共闘） | 東京拘置所                   | 羽田空港火炎瓶事件 真岡銃砲店襲撃事件 印旛沼事件 山岳ベース事件 あさま山荘事件 | 拒否      | 1993年2月、死刑確定                                                                    |
| 松浦順一   | 赤軍派                    | 保釈中 （公判中）            | 松江相互銀行M作戦                                                              | 拒否      | 1978年6月、有罪判決確定                                                                |
| 松田久     | 赤軍派                    | 宮城刑務所 （懲役8年10か月） | 横浜銀行M作戦                                                                  | 同意      | 国外逃亡（国際手配）中                                                                 |
| 佐々木規夫 | 東アジア反日武装戦線      | 東京拘置所                   | 連続企業爆破事件                                                               | 同意      | 国外逃亡（国際手配）中                                                                 |

## 本事件の釈放による国内裁判への影響
- 坂東國男の釈放・国外逃亡により坂東が関与した連合赤軍事件における坂東の裁判が停止。同事件で死刑判決を受けた坂口弘の死刑が未だに執行されていないのは共犯である坂東の裁判が終了していないためとされている。坂口は本事件での釈放を拒否していた。坂口同様に死刑判決を受けた永田洋子は執行されないまま2011年に獄中で病死した。

- 佐々木規夫の釈放・国外逃亡により東アジア反日武装戦線が起こした連続企業爆破事件における佐々木の裁判が停止。同事件で死刑判決を受けた片岡利明の死刑が執行されていないのは共犯である佐々木と別の日本赤軍事件によって釈放され国外逃亡した大道寺あや子の裁判が終了していないためとされている。片岡同様に死刑判決を受けた大道寺将司は執行されないまま2017年に獄中で病死した。